# 2022년 키프로스 지진
2022년 키프로스 지진은 2022년 1월 11일 키프로스 파포스구 서쪽 해역에서 발생한 모멘트 규모 Mw6.6의 지진이다. 이 지진은 2003년 부메르데스 지진 이후 지중해에서 발생한 가장 큰 규모의 지진이자 1996년 이후 키프로스에서 발생한 가장 큰 규모의 지진이다.

## 지질학적 환경
키프로스는 아나톨리아판과 아프리카판 사이 복잡한 판 경계간 지역 위에 놓여 있다. 두 판은 키프로스섬 남쪽으로 이어지는 지각의 경계선인 키프로스호를 따라 이어져 있다. 이 섭입대에서는 파포스 변환 단층이라고 알려진 작은 변환 단층으로 약간 어긋나 있다. 키프로스의 판의 경계는 사해 변환단층과 동아나톨리아 단층과 함께 아프리카판과 아라비아판 사이 움직임이 강하게 일어나는 곳이다. 이 때문에 키프로스 남쪽에서는 1222년 규모 약 M7.0-7.5 지진이 발생해 섬 전역에 심각한 피해와 함께 쓰나미도 발생하는 등 주기적으로 큰 규모의 지진이 발생한다.

## 지진
본진은 1996년 이후 키프로스에서 발생한 가장 큰 규모의 지진으로 키프로스 섬 전역을 넘어 튀르키예, 그리스, 이집트, 이스라엘, 레바논에서도 지진의 흔들림이 느껴졌다. 지진의 단층면해는 낮은 각도의 역단층인 충상단층에서 발생한 지진이며 해안에서 약 50 km 떨어진 해역에서 발생했다.

## 피해와 여파

### 키프로스
파포스구와 레프케구의 여러 구조물에 경미한 피해가 발생하고 선반에서 물건이 떨어지는 등의 피해가 있었다. 칼레피아에서는 닭들이 지진으로 당황하여 1,586마리 이상의 닭이 압사해 폐사했다.

### 이집트
이집트 다미에타에서 지진으로 수 시간 후 4층짜리 아파트가 붕괴되어 3명이 사망하고 1명이 부상을 입었다. 사망자 중 2명은 남성으로 확인되었다.

## 같이 보기
- 2022년 지진
- 키프로스의 지진 목록
- 이집트의 지진 목록